# Математика в дев'яти книгах

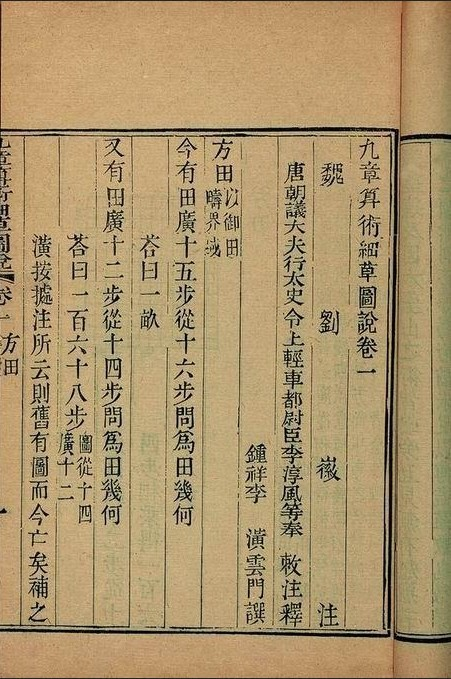
Математика в дев'яти книгах

Математика в дев'яти книгах (кит. трад. 九章 算術, спр. 九章 算术, піньїнь: jiǔ zhāng suànshù, акад. Цзю чжан суаньшу) — класичний твір, енциклопедія знань давньокитайських математиків. Являє собою слабо узгоджену компіляцію попередніх праць різних авторів, написаних в X століття до н. е. — II століття до н. е.. Остаточно відредагований фінансовим чиновником Чжан Цаном (помер в 150 році до н.е.). У ній зібрано 246 завдань, викладених у традиційному східному дусі, тобто рецептурно: формулюється завдання, повідомляється готова відповідь і (дуже коротко і не завжди) вказується спосіб вирішення. У книзі немає доказів, креслень і будь-яких методичних роз'яснень, більшість завдань має ясний прикладний характер.
У китайських літописах згадується математичний твір «Цзю шу» (XII століття до н.е.), що не дійшов до нас. Зміст якого майже збігається зі змістом «Математики в дев'яти книгах». З цього можна зробити висновок про значну давнину більшості викладених в даній книзі знань. Зазвичай «Математика в дев'яти книгах» видається в редакції і з коментарями  Лю Хуея (263 рік).

## Короткий зміст
Кожна з 9 глав (книг) являє собою завершений текст, що не посилається на інші розділи.
1. 方 田 Фан тянь, «Вимірювання полів» — Обчислення площ: трикутники, багатокутники, коло, сегменти і сектори кола, кругове кільце (судячи з пояснень, автор приймав, що {\displaystyle \pi =3})[2]. Операції з дробом. Алгоритм пошуку найбільшого спільного дільника двох чисел, аналогічний евклідовому.
2. 粟米 Су ми, «Співвідношення злаків» — Правила обміну і торгівлі, переважно для зернових культур (завдання на пропорції).
3. 衰 分 Шуай фень, «Розподіл за степенями» — Пропорційний розподіл товару.
4. 少 廣  Шао гуан  — Теорія подільності. Витяг квадратних і кубічних коренів. Вимірювання кола, сфери і кулі.
5. 商 功 Шан гун, «Оцінка робіт» — Об'єми різних тіл: паралелепіпед, призма, піраміда, циліндр, конус. Розрахунок трудовитрат при будівництві.
6. 均 輸 Цзюнь шу, «Пропорційний розподіл» — додаткові відомості про пропорційний розподіл і завдання різного характеру: d-прогресії, спільна праця та ін.
7. 盈 不足 Ін бу цзу, «Надлишок-недолік» — Рішення систем з двох лінійних рівнянь за допомогою «правила помилкового положення».
8. 方程 Фан Чен — Рішення систем довільного числа лінійних рівнянь. У ряді прикладів використовуються від'ємні числа.
9. 勾股 Гоу гу — Теорема Піфагора і її додатки.

## Приклади завдань
Наведені нижче номери завдань були додані перекладачем  для зручності посилань, в оригіналі завдання не пронумеровано.

### Книга 3
2. Буйвол, кінь і вівця пошкодили чужий посів. Господар посіву у відшкодування збитку зажадав 5 доу зерна [1 доу дорівнює 10 шенам (близько 10 літрів)]. Господар вівці сказав: «Моя вівця потравила половину того, що потравив кінь». Господар коня сказав: «Мій кінь потравив половину того, що потруїв буйвол». Питається, скільки повинен внести кожен, якщо [збиток] вноситься відповідно?
Відповідь: господар буйвола повинен внести 2 доу {\displaystyle 8{\frac {4}{7}}} шена, господар коня повинен внести 1 доу {\displaystyle 4{\frac {2}{7}}} шена, господар вівці повинен внести {\displaystyle 7{\frac {1}{7}}} шена.

### Книга 6
12. Швидкий пішохід проходить 100 бу, повільніший йде [за цей же час] 60 бу. Нехай тепер повільніший йде пройде спочатку 100 бу, [після чого] швидкий наздоганяє його. Питається, скільки [пройдуть вони], поки один наздожене [іншого]?
Відповідь: 250 бу.
14. Заєць спочатку пробіг 100 бу. Собака, переслідуючи його, пробіг 250 бу і, не добігши до зайця 30 бу, зупинився. Питається, скільки бу повинен пробігти, не зупиняючись, собака, щоб наздогнати зайця?
Відповідь: {\displaystyle 107{\frac {1}{7}}} бу.
20. Дика качка від південного моря до північного летить 7 днів. Дикий гусак від північного моря до південного летить 9 днів. Тепер дика качка і дикий гусак вилітають одночасно. Через скільки днів вони зустрінуться?
Відповідь: півтори години не дістане до кінця четвертої доби.
21. А виїхавши з Чаньаня, досягає князівства Ці за 5 днів. Б вирушив з князівства Ці та досягає Чаньаня за 7 днів. [Нехай] тепер Б [перебував у дорозі] вже 2 дні, (коли] А вирушає з Чаньаня. Питається, через скільки днів вони зустрінуться?
Відповідь: через 2 дні і 2 години.

### Книга 7
1. Спільно купують річ. Якщо кожна людина внесе по 8 [монет], то будуть 3 зайвих. Якщо [кожен] людина внесе по 7 [монет], то 4 не вистачить. Питається кількість людей і вартість речі.
Відповідь: 7 осіб, 53 монети.
13. 1 доу чистого вина коштує 50 цянів, 1 доу розведеного вина коштує 10 цянів. Коли їх перемішали, вийшло 2 доу ціною в 30 цянів. Питається, скільки змішали того і іншого вина?
Відповідь: чистого вина було {\displaystyle {\frac {1}{4}}} доу, розведеного — {\displaystyle 1{\frac {3}{4}}} доу.

### Книга 8
9. Є 5 горобців і 6 ластівок. Їх зважили на вагах, і вага всіх горобців більше ваги всіх ластівок. Якщо поміняти місцями одну ластівку і одного горобця, то вага буде однаковою. Загальна вага всіх ластівок і горобців: 1 цзінь (500 г). Питається, скільки важать ластівка і горобець.
Відповідь: вага горобця {\displaystyle {\frac {2}{19}}}, вага ластівки: {\displaystyle {\frac {3}{38}}} цзіня.

### Книга 9
6. Є водойма зі стороною в 1 чжан [1 чжан = 10 чі]. У центрі її росте очерет, який виступає над водою на 1 чі. Якщо потягнути очерет до берега, то він якраз торкнеться його. Питається: наскільки глибока вода і яка довжина очерету?
Відповідь: глибина води 1 чжан 2 чі, довжина очерету 1 чжан 3 чі.
13. Бамбук заввишки 10 чжанів надломили, частину вище надлому пригнули до землі, і вона торкнулася землі на відстані 3 чі [1 чжан = 10 чі] від основи стовбура. На якій висоті бамбук був надламаний?
Відповідь: {\displaystyle 4{\frac {11}{20}}} чі.
20. Є місто з кордоном у вигляді квадрата зі стороною невідомого розміру, в центрі кожної сторони знаходяться ворота. На відстані 20 бу від північних воріт (поза містом) стоїть стовп. Якщо пройти від південних воріт прямо 14 бу, потім повернути на захід і пройти ще 1775 бу, то можна побачити стовп. Питається: яка сторона межі міста?
Відповідь: 250 бу.

## Видання

### Китайською мовою
- 《九章算术》原文 «Математика в дев'яти книгах» (китайською мовою, традиційні ієрогліфи)

### Іншими мовами
- Математика в девяти книгах / Пер. и прим. Э. И. Березкиной //Историко-математические исследования. М.: ГИТТЛ, 1957. — № 10. — С. 439—584.
- Kurt Vogel. Neun Bücher Arithmetischer Technik, Friedrich Vieweg und Sohn Braunsweig 1968.
- Shen Kangshen. The Nine Chapters on the Mathematical Art, Oxford, 1999. ISBN 0-19-853936-3.
- Chemla, Karine, et Shuchun Guo. Les neuf chapitres: le classique mathématique de la Chine ancienne et ses commentaires, Paris, Dunod, 2004.

#### Ресурси Інтернету
- Рецензия: Т. Хуан. [Архівовано 12 липня 2018 у Wayback Machine.] О древнекитайском трактате «Математика в девяти книгах» в русском переводе // Успехи мат. Наук. — 1958, 13:5 (83). — С. 235—237.
- История математики. / В 3 т. Под ред. А. П. Юшкевича. — М.: Наука, 1970. Том 1. С древнейших времен до начала Нового времени. [Архівовано 25 листопада 2018 у Wayback Machine.]
- O'Connor J. J., Robertson E. F. Nine Chapters on the Mathematical Art [Архівовано 18 липня 2018 у Wayback Machine.] в архіві Mac Tutor. (англ.)